# Мадонна Альба
«Мадонна Альба» (итал. La Madonna d'Alba) — картина (тондо) итальянского живописца Высокого Возрождения Рафаэля Санти, написанная в Риме в 1511 году; одна из наиболее известных «мадонн» в творчестве Рафаэля, относящаяся к римскому периоду его творчества. Является частью собраний Национальной галереи искусства в Вашингтоне (инв. 1937.1.24). Техника исполнения тондо — масляная живопись, переведенная с дерева на холст; диаметр полотна — 94,5 см.
Рафаэль написал тондо вскоре после переезда в Рим по заказу известного учёного-гуманиста и коллекционера, впоследствии епископа Ночерского Паоло Джовио; после получения епископского сана Джовио передал картину в санктуарий Санта-Мария-дей-Мираколи в городке Ночера-Инферьоре. В последней трети XVII века картина была выкуплена вице-королём Неаполя Гаспаром Мендесом де Аро и позднее перешла в собственность испанского герцогского дома Альба, от имени которого и получила современное название. Сменив нескольких владельцев в начале XIX века, «Мадонна Альба» была приобретена в 1836 году в российскую императорскую коллекцию и на протяжении следующего столетия находилась в Эрмитаже в Санкт-Петербурге. В ходе советских распродаж эрмитажного собрания на рубеже 1920—1930 годов картину купил американский финансист и государственный деятель Эндрю Меллон; как часть коллекции Меллона «Мадонна Альба» была передана в Национальную галерею искусства при её учреждении в 1937 году.

## История
В 1528 году папа Климент VII доверил заказчику картины Паоло Джовио епископскую кафедру в городе Ночера-Инферьоре на юге Италии. «Мадонна» Рафаэля, согласно рукописи Ресты (Biblioteca Ambrosiana), была обнаружена в местной церкви оливетанцев (Chiesa degli Olivetani a Nocera). По одной из версий, картина была доставлена в монастырь его основателем Джамбаттиста Кастальдо после того, как он захватил её во время разграбления Рима в 1527 году (итал. Sacco di Roma), в котором он принимал участие.
В 1686 году картина покинула Ночеру и перешла в собственность маркиза дель Карпио Гаспара де Аро-и-Гусмана, вице-короля Неаполя, который перевёз её в Испанию. В 1793 году картина упоминается в коллекции герцога Альбы в Мадриде. Название «Мадонна Альба» произведение получило в XVIII веке, когда оно находилось в Севилье, во дворце герцогов Альба.
От последней представительницы испанского рода, Марии Каэтаны, герцогини Альба, семейная реликвия перешла к её домашнему лекарю. Впоследствии он попал под суд за попытку отравить герцогиню, но ловкий медик успел продать картину Рафаэля датскому послу, графу де Бурку. От него «Мадонна Альба» попала в руки лондонских торговцев, о чём прознал хранитель Картинной галереи Императорского Эрмитажа в Санкт-Петербурге Франц Лабенский. По наказу императора Николая I он в 1836 году за 14 тысяч фунтов приобрёл одну из самых знаменитых мадонн Рафаэля. После прибытия в Россию картина в связи с её плохой сохранностью была переведена с дерева на холст, при этом была повреждена часть пейзажа в правой части картины.

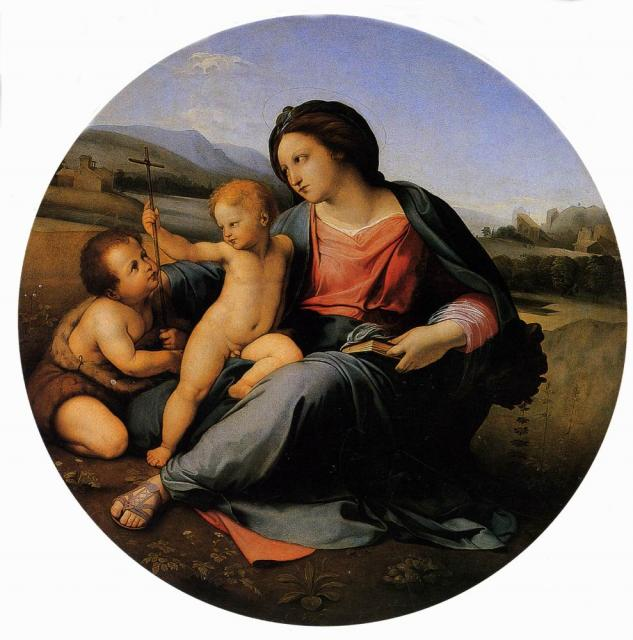
Ф. А. Бруни. Мадонна Альба. 1837. Копия картины Рафаэля Санти, находившейся в Императорском Эрмитаже. Медь, масло. Государственный Русский музей (Михайловский замок), Санкт-Петербург

В России «Мадонна Альба» пробыла почти столетие. Для воспитанников Императорской Академии художеств картина «Божественного Рафаэля» стала идеальным образцом классического изобразительного искусства. Копию с оригинала выполнил академический художник Фёдор Бруни. По воспоминаниям художника, когда он занимался реставрацией полотна в Эрмитаже, императрица Александра Фёдоровна выразила желание поместить тондо в своём кабинете. Император, хотя и редко в чём ей отказывал, заметил в шутку: «Жирно будет». Именно по его указанию Бруни изготовил для императрицы копию.

## Продажа картины
«Мадонна Альба» считалась одним из главных сокровищ Императорского Эрмитажа. С началом эрмитажных распродаж 1931 года советским правительством «Мадонну» продали за 2500 тыс. рублей американскому магнату Эндрю Меллону. Вместе с этой картиной Меллон приобрёл и второго эрмитажного Рафаэля, «Святого Георгия», за половину цены. Третья и последняя картина кисти Рафаэля в России, «Мадонна Конестабиле», из-за крохотных размеров, ранней даты и плохой сохранности была сочтена «сомнительной» и оценена в десять раз дешевле, чем «Мадонна Альба» (в 245 тыс. руб.); её вывезли за границу, но и на такую цену не смогли найти покупателя. По курсу рубля к доллару покупка Меллона оценивалась в 1,1 млн $: это было первое произведение искусства, цена которого превысила миллион долларов. Рекорд «Мадонны Альба» продержался 30 лет, до приобретения музеем «Метрополитен» в Нью-Йорке картины Рембрандта «Аристотель с бюстом Гомера». При создании Национальной галереи в Вашингтоне в 1937 году Меллон по причине судебных исков из-за неуплаты налогов вынужден был отдать свою коллекцию картин старых мастеров в дар музею. В сентябре 2004 года «Мадонна Альба» на короткое время вернулась в Россию и экспонировалась в стенах Эрмитажа. Национальная галерея на своем сайте оценивает «Мадонну Альба» как самое значительное произведение художника из числа находящихся в США. Она, по мнению хранителей музея, превосходит более ранние «Мадонны», созданные Рафаэлем во Флоренции.

## Композиция картины
Изображение заключено в круг диаметром 94,5 см. Геометрическим центром композиции служит небольшой крест из тростника, который юный Иоанн Креститель протягивает младенцу Христу. Именно на крест — символический образ крестной жертвы — устремлены все взгляды. В отличие от неподвижно-иератичных мадонн средневековья, фигуры гармонично вписаны в пейзаж и пластически взаимодействуют друг с другом, образуя композиционное единство. Фоном для фигур служит идеализированный пейзаж римской Кампаньи. Протянутая к Иоанну рука Марии и складки Её одеяний, наклон головы, рука, совпадающая с положением левой ноги, движения младенца Христа — все эти детали создают «единое пластическое движение, мастерски вписанное в круг». Общая пластика линий, кантабильность (певучесть) контуров и мягкость живописных моделировок «придают картине неповторимое очарование и вызывают у зрителя чувство совершенной гармонии». В общей композиции, в трактовке форм безусловно заметно влияние Микеланджело. Известно, что Рафаэль в этот период делал зарисовки с микеланджеловских тондо: «Мадонны Таддеи» и «Мадонны Питти».

## Критические оценки
А. Н. Бенуа считал картину «безусловным шедевром, демонстрирующим полноту красоты» в начале «римского периода», когда молодой мастер только что покинул Флоренцию и «находился в упоении первоначальной работы над „Станцами“». Картина, по словам Бенуа, представляет собой

 «наиболее характерный образец декоративных исканий… Настроения здесь мало или вовсе нет». Рафаэль, отчасти под воздействием сложной задачи композиции в круге, был слишком увлечён формально-декоративными исканиями. «В лике Мадонны не содержится религиозной мечты. Всё принесено в жертву формальному принципу, той складности композиции, на искание которой указали ещё флорентийцы XV века и которую довёл до последнего совершенства Рафаэль… В „Мадонне Альба“ линии действительно „текут“ и „вливаются“ одни в другие, дополняют друг друга, массы уравновешены, всё рассчитано и всё легко»
В. Н. Гращенков писал:

 «„Мадонны Рафаэля“ понятны с первого взгляда. Они живут в согласии со своими чувствами, в согласии с природой, с людьми. Красота зрелой женственности неотделима в них от благородной одухотворённости материнства… Это — счастливое христианство, воспринятое сквозь светские идеалы мировоззрения Ренессанса… За флорентийские годы Рафаэль написал не менее пятнадцати картин с изображением Мадонны… Но вот что примечательно. Менее всего Рафаэля привлекала композиция так называемого „Святого собеседования“ (Sacra conversazione), где Богоматерь изображалась на троне, в окружении святых и ангелов, хотя этот тип алтарной картины был чрезвычайно популярен во всех художественных школах Италии как в период раннего, так и зрелого Возрождения. В творчестве флорентийских художников — не только Леонардо и Микеланджело, но и мастеров кватроченто — он встретил и другую трактовку образа Мадонны… Это те многочисленные, чаще всего полуфигурные изображения Богоматери, где Она представлена нежно обнимающей дитя, которое отвечает ей своей лаской… Но одновременно Рафаэль ищет новых решений… Вдохновляющим толчком для этого типа композиции послужили два круглых флорентийских рельефа Микеланджело — „Мадонна Таддеи“ и „Мадонна Питти“. Рафаэль делал с них зарисовки… Более свободно микеланджеловский мотив истолкован в изображении сидящей на земле Марии с Младенцем, которое встречается в беглых зарисовках Рафаэля, относящихся к концу его пребывания во Флоренции и имевших характер творческих упражнений. В „Мадонне Альба“ образ идеально прекрасной Марии обрёл римскую мужественность и энергию, а движение фигур сделалось очень пластичным и величавым. Трагическая скованность, лишающая тело свободы движения, столь свойственная пластике Микеланджело, была непонятна Рафаэлю»

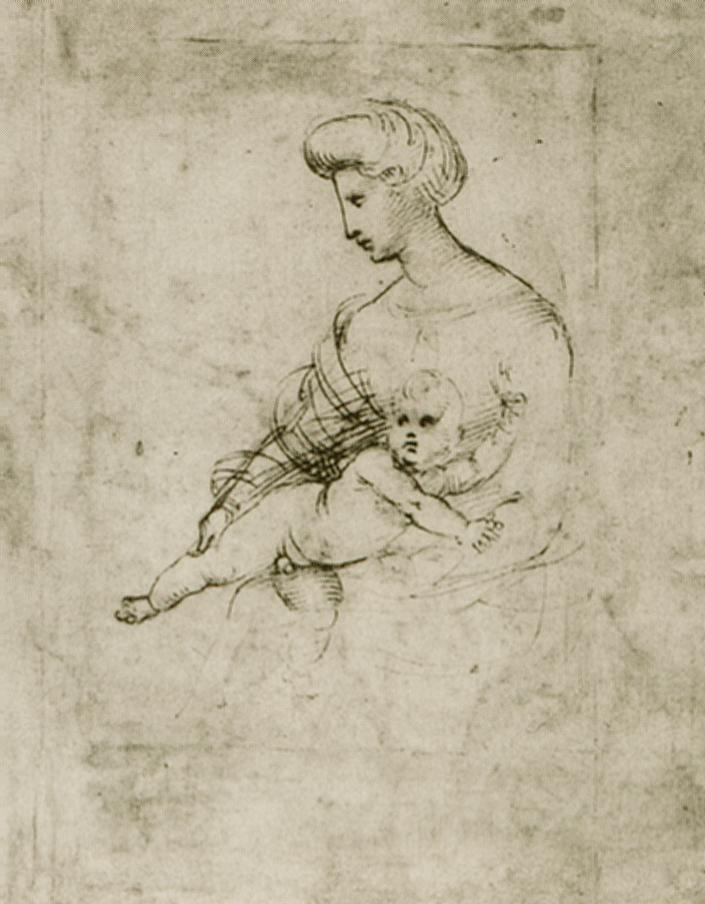
Рафаэль. Рисунок с тондо Микеланджело. Перо, тушь. Лувр, Париж
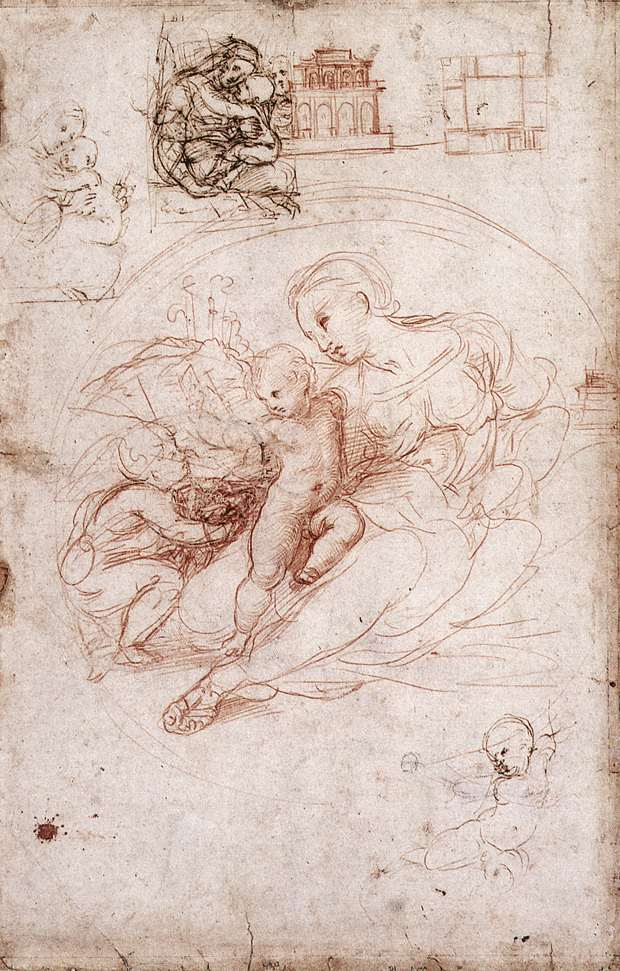
Эскизы Рафаэля к «Мадонне в кресле» и «Мадонне Альба». Между 1511 и 1513 гг. Бумага, красный мел, перо, тушь. Дворец изящных искусств, Лилль
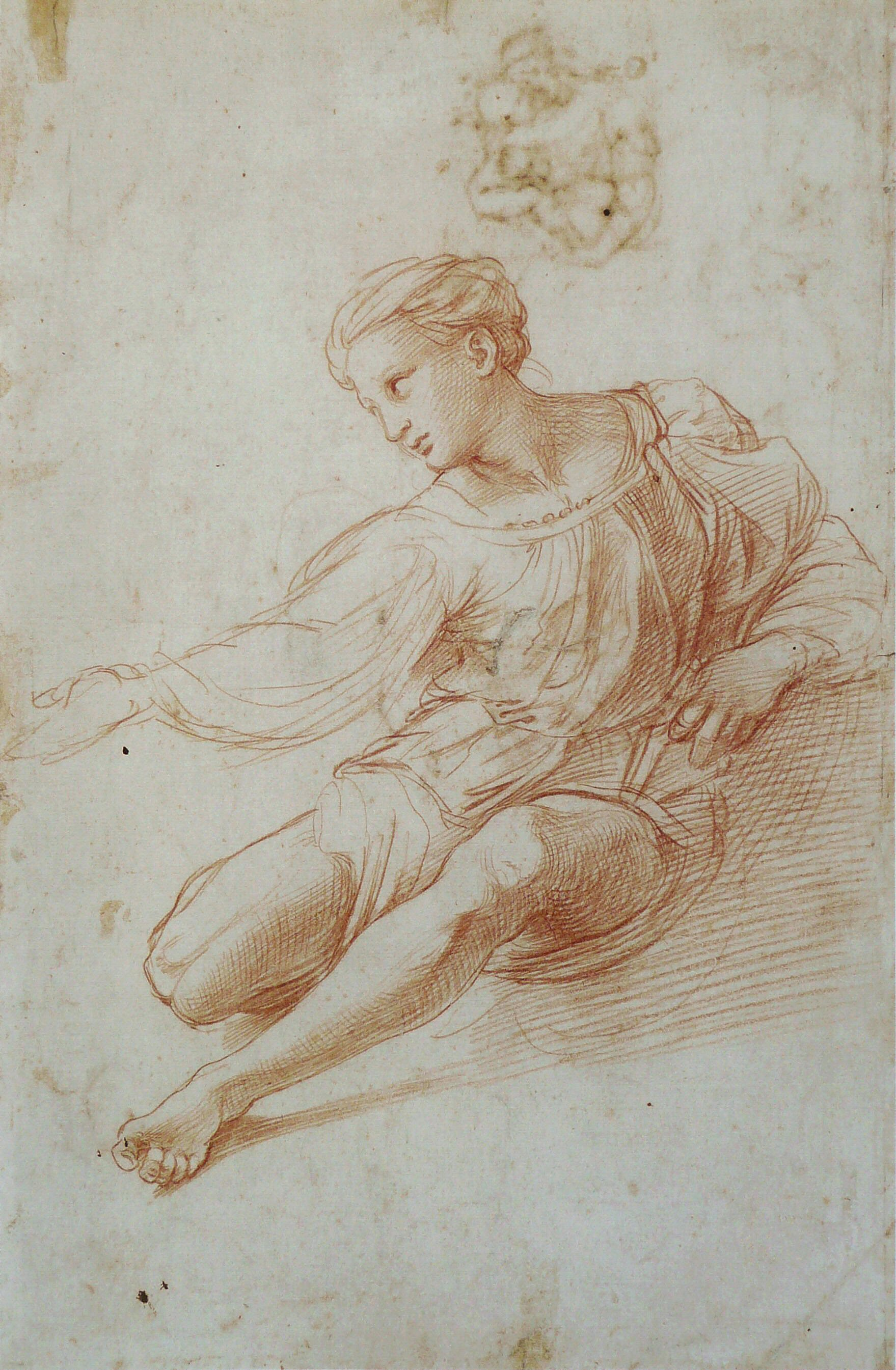
Рафаэль. Эскиз к «Мадонне Альба». Между 1511 и 1513 гг. Бумага, сангина. Дворец изящных искусств, Лилль
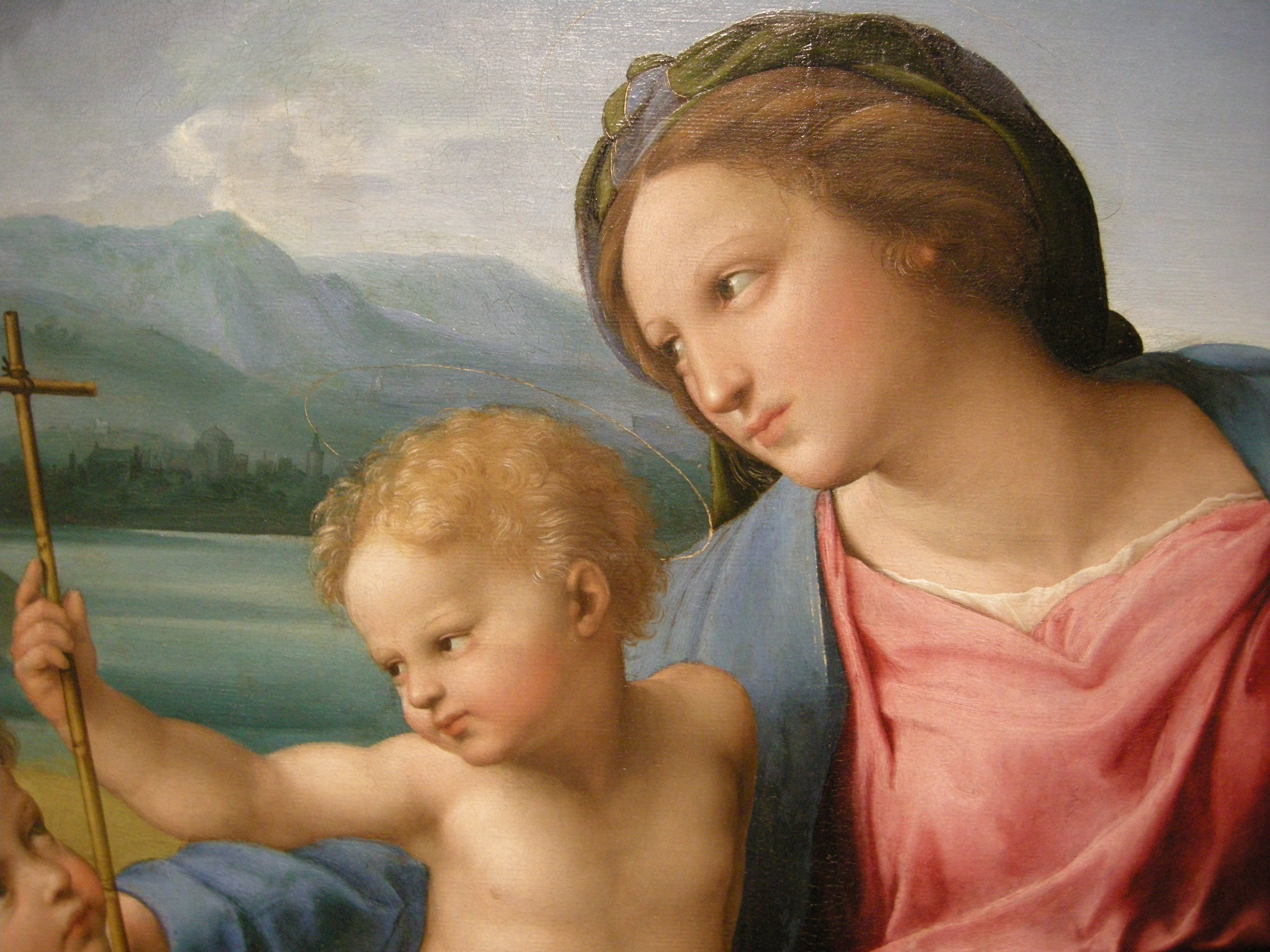
Деталь картины. Голова Мадонны
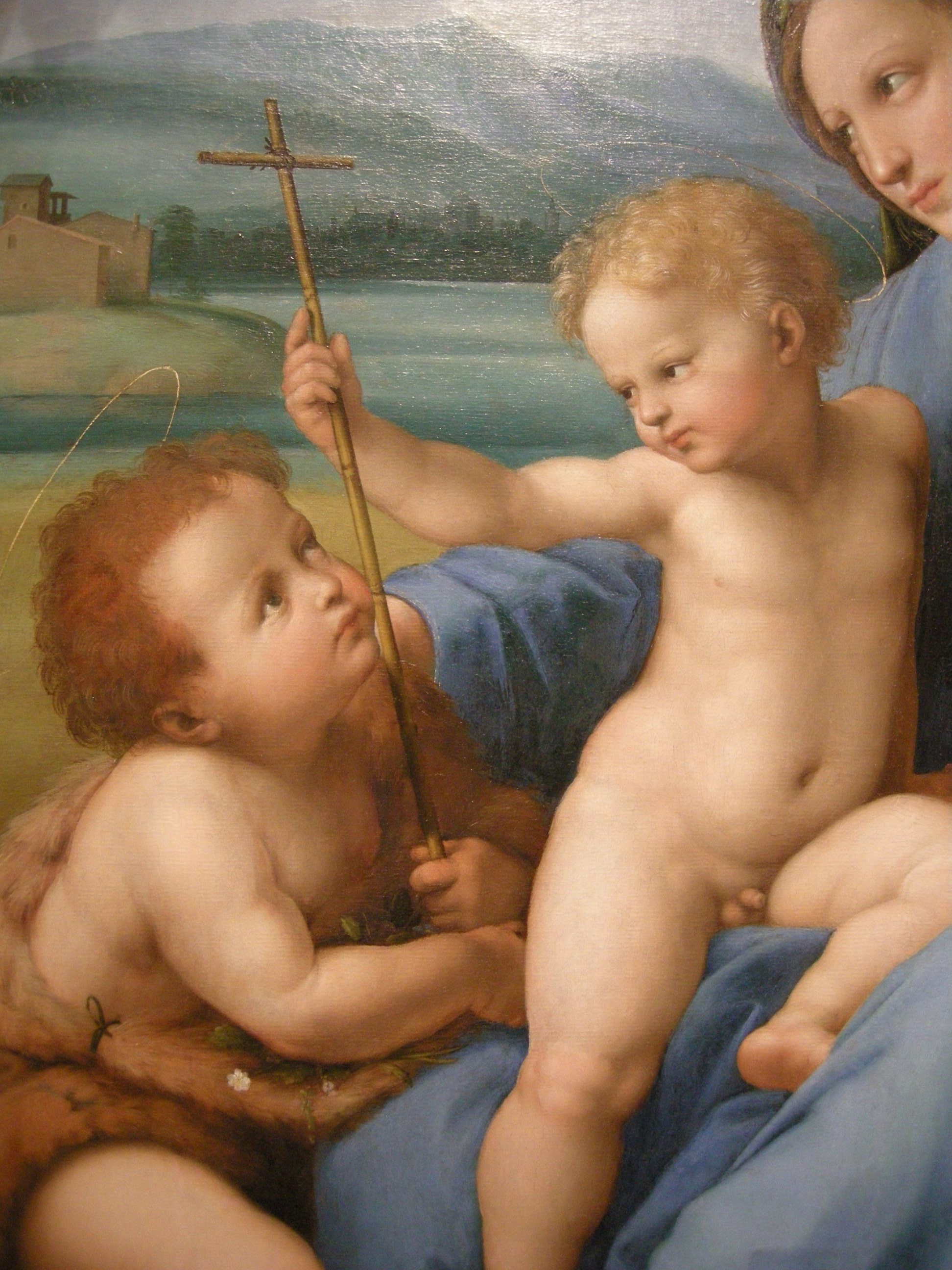
Деталь картины. Младенцы Иисус и Иоанн Креститель